# Федерико Ларедо Бру
Федерико Ларедо Бру (на испански: Federico Laredo Brú) е кубински политик и осми президент на Куба.

## Биография
Възходът на Ларедо Бру на власт започва през януари 1936 г. като вицепрезидент. Когато Мигел Мариано Гомес, син на бившия президент Хосе Мигел Гомес печели президентските избори, силният човек Фулхенсио Батиста организира импийчмънта на Гомес през декември 1936 г. за това, че налага вето върху законопроект за създаване на селски училища под контрола на армията. Федерико Ларедо Бру служи през последните години от мандата на Гомес, разкривайки пътя за амбициозният Батиста.

### Социални и икономически програми
При Федерико Ларедо Бру биват дадени амнистии, включително на бруталния бивш диктатор Херардо Мачадо, а кубинският Конгрес приема много мерки за социално подпомагане, както и закони, създаващи пенсии, застраховки, минимални заплати и ограничено работно време.
През 1937 г. Ларедо Бру настоява за приемането на Закона за координация на захарта, който организира дребните фермери в кооперативи и обединява селскостопански работници, гарантира на фермерите-наематели дял от реколтата им и, че те няма да бъдат лишени от полетата си, ако ги обработват.
Ларедо Бру също издава указ, според който всички предприятия трябва да бъдат ръководени от кубински граждани. Работниците се обединяват, особено в Конфедерацията на кубинските работници, съюз в който комунистите имат значително влияние.

### Кубинско-американски отношения
Въпреки че Съединените щати са доминираща сила в кубинската политика от 1898 г., причинявайки антиамерикански настроения сред образованите, присъствието на САЩ е намалено при Бру.
На 27 май 1939 г. пристига океанският кораб MS „St. Louis“, превозващ 930 еврейски бежанци от Хамбург, Германия, бягащи от преследванията на Хитлер, и получава отказ от Ларедо Бру. Сертификатите за пристигането, издадени от кубинското правителство, притежавани от пътниците са анулирани от правителството на Ларедо Бру. Двама души правят опит за самоубийство, а десетки други заплашват да направят същото. В крайна сметка само на 22 еврейски бежанци, 4 испанци и 2 кубински граждани е разрешено да слязат в Хавана и корабът, след като също не успява да влезе в САЩ и Канада, в крайна сметка сваля останалите си пътници в Англия, Франция, Белгия и Нидерландия.
Бившият президент Федерико Ларедо Бру умира от сърдечна болест в Хавана през 1946 г.